# ГАЕС Зеккінген
ГАЕС Зеккінген — гідроакумулююча електростанція в Німеччині на крайньому півдні країни, у федеральній землі Баден-Вюртемберг. Споруджена в долині верхнього Рейну на його північному березі (південний належить Швейцарії).
Будівництво станції розпочали у 1961 році та завершили у 1967-му. Як нижній резервуар використовується Рейн, як верхній — штучна водойма об'ємом 2,1 млн м3 із можливим коливанням рівня між позначками 679 та 700 метрів над рівнем моря. Вона забезпечує накопичення води для роботи станції із номінальною потужністю протягом шести годин.
Верхній резервуар з'єднує із машинним залом напірна шахта висотою 400 метрів та діаметром 4,3 метра. Сам зал споруджено у підземному виконанні, його розміри 161,5х23 метри і 33,6 метра у висоту. Тут розміщено чотири турбіни типу Френсіс номінальною потужністю по 90 МВт (максимальна — 92,5 МВт), а також чотири чотири насоси для накопичення води (три потужністю по 70,7 МВт та один 89,3 МВт). Зв'язок із нижнім резервуаром здійснюється через тунель діаметром 5,5 метра довжиною 2 км. Забір води відбувається із сховищ, створених на Рейні греблями ГЕС Зеккінген (можливий відбір до 1 млн м3) та ГЕС Ryburg-Schwörstadt (до 0,9 млн м3).
Окрім зазначених підземних споруд, прокладено також службову галерею для доступу в машинний зал із довжиною 1,5 км та перетином 6х5,5 метрів.
Трансформаторна станція містить чотири трансформатори на 125 МВА із напругою 235 кВ.